# Allium kondarinum
Allium kondarinum — вид квіткових рослин з підродини цибулевих (Allioideae).

## Поширення
Ендемік Таджикистану.